# Fieldon
Fieldon és una població dels Estats Units a l'estat d'Illinois. Segons el cens del tenia 271 habitants.

## Demografia
Segons el cens del 2000, Fieldon tenia 271 habitants, 103 habitatges, i 79 famílies. La densitat de població era de 523,2 habitants/km².
Dels 103 habitatges en un 31,1% hi vivien nens de menys de 18 anys, en un 66% hi vivien parelles casades, en un 5,8% dones solteres, i en un 23,3% no eren unitats familiars. En el 18,4% dels habitatges hi vivien persones soles el 10,7% de les quals corresponia a persones de 65 anys o més que vivien soles. El nombre mitjà de persones vivint en cada habitatge era de 2,63 i el nombre mitjà de persones que vivien en cada família era de 3,04.
Per edats la població es repartia de la següent manera: un 26,2% tenia menys de 18 anys, un 5,9% entre 18 i 24, un 29,5% entre 25 i 44, un 21,8% de 45 a 60 i un 16,6% 65 anys o més.
L'edat mediana era de 37 anys. Per cada 100 dones de 18 o més anys hi havia 100 homes.
La renda mediana per habitatge era de 38.393 $ i la renda mediana per família de 40.156 $. Els homes tenien una renda mediana de 32.250 $ mentre que les dones 19.583 $. La renda per capita de la població era de 14.811 $. Cap de les famílies i el 0,8% de la població estaven per davall del llindar de pobresa.

## Poblacions més properes
El següent diagrama mostra les poblacions més properes.